# Динамическая защита

Принцип действия блока динамической защиты:
1. Кумулятивная струя проходит в блок
2. Первый слой взрывчатого вещества детонирует, рассеивая кумулятивную струю
3. Второй слой взрывчатого вещества детонирует, метая бронепластину навстречу кумулятивной струе с поглощением её энергии

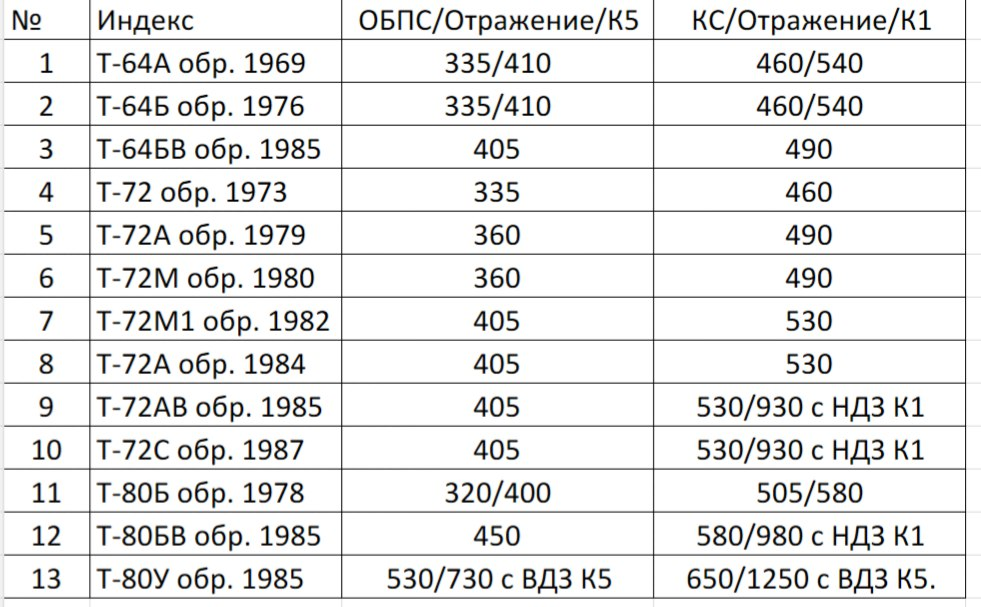

Динами́ческая защи́та (ДЗ), разг. реакти́вная броня́ — защитное устройство, разновидность защиты боевых бронированных машин, принцип действия которого состоит в том, что используется направленный взрыв заряда взрывчатого вещества на попавший в машину снаряд с целью резкого снижения его пробивной способности.
В общем виде ДЗ состоит из металлических контейнеров, содержащих элемент динамической защиты (ЭДЗ) и размещаемых поверх основной брони танка (основного и специального), БТР, БМП и так далее. ЭДЗ состоит из слоя взрывчатого вещества (ВВ), расположенного между двух тонких металлических пластин. Принцип действия динамической защиты состоит в том, что при взаимодействии боеприпаса с контейнером ДЗ, в результате деформационного реагирования ВВ, происходит его подрыв навстречу снаряду. Идея контрвзрыва как способа защиты от кумулятивных средств поражения была предложена в конце 1940-х годов в советском НИИ стали, как следствие осмысления опыта Второй мировой войны, когда на поле боя впервые появились кумулятивные снаряды.

## История
Первое испытание «активной» (динамической) защиты провёл в июне 1944 года Сергей Иванович Смоленский, главный инженер тогда Московского филиала ЦНИИ-48 (ныне это АО «НИИ стали»). Он испытал первую схему активной защиты от 57-мм немецких бронебойных снарядов. В СССР работы по данной теме публиковались уже в конце 1940-х годов.
Динамическая защита для танков впервые применялась в экспериментальных прототипах в конце 1940-х годов. Один из ранних примеров — использование британскими танками Centurion экспериментальных устройств для активной защиты от кумулятивных снарядов. Эти устройства представляли собой металлические контейнеры с взрывчатым веществом, которые могли взрываться в ответ на приближающийся снаряд.
Однако, концепция динамической защиты стала более широко распространяться и использоваться в боевых условиях в период Холодной войны, начиная с начала 1950-х годов. Это было связано с увеличением распространения противотанковых ракет и кумулятивных снарядов, на которые традиционные методы бронезащиты показывались менее эффективными.
Технология динамической защиты продолжала развиваться, включая различные дизайны и концепции, такие как активные защитные системы (англ. active protection systems, APS), которые используют ракеты или другие средства для перехвата и уничтожения угрозы в воздухе.
В 1950-е годы в Арсенале Пикатинни был проведён цикл экспериментов по разрушению летящих противотанковых боеприпасов линейными кумулятивными зарядами, по результатам которых был сделан вывод, что они могут быть эффективными с адекватным пусковым механизмом, но отмечались и тактические ограничения; отчёт об этом был рассекречен в 1980.
Опытные образцы динамической защиты, прошедшие полигонные испытания, были разработаны в СССР в 1960-е годы НИИ стали под руководством академика Богдана Войцеховского (Ленинская премия 1965 года). Однако по целому ряду субъективных причин, в частности из-за психологической неподготовленности высокопоставленных представителей армии и промышленности, жёсткой позиции руководства Министерства обороны страны и, в первую очередь, Главного маршала бронетанковых войск А. Х. Бабаджаняна, рассматривавшего танк как средство для транспортировки десанта в бою, при том, что ДЗ никак не вписывалась в эту концепцию, производство динамической защиты в СССР не было начато до середины 1980-х годов.
Военное руководство США, и особенно ФРГ, отнеслись к данной новинке столь же скептически. На протяжении последующих двух десятилетий, вплоть до вторжения США в Ирак, на вооружение в этих странах не было принято ни одного объекта с динамической защитой. Хотя НИОКР соответствующей направленности проводились Институтом ISL (Франция/Германия) целое десятилетие, начиная с 1973 года.

### Опыты Хельда в Израиле
После окончания шестидневной войны Израиля и Египта немецкий физик-боеприпасник Манфред Хельд (сотрудник Messerschmidt-Bölkow-Blohm — Apparatebau / Шробенхаузен) в 1967—1968 годах принимал участие в испытаниях, проводимых армией и оборонной промышленностью Израиля по оценке эффективности кумулятивных боевых частей на египетских (советских) танках Т-54 и Т-55. В Израиле Хельд находился как эксперт по кумулятивным боевым частям, командированный в эту страну для изучения уязвимости советской бронетехники — данных, в получении которых было крайне заинтересовано Минобороны Германии. Командировка стала возможной в результате секретного соглашения BND и Моссад.
По официальной версии, первоначально озвученной израильскими источниками, Шломо Шапиро (Shlomo Shpiro) в частности, в ходе испытаний Хельд столкнулся с необычным явлением: ожидаемое полное сквозное пробитие бронебашни, состоящее в пробитии брони, проходе струи внутри башенного пространства и выходе ее через противолежащую стенку башни, имело место не при всех испытаниях. В случае, если кумулятивная струя вызывала детонацию находившихся в танке боеприпасов, вторичный взрыв действовал на неё таким образом, что струя не достигала противоположной стенки башни, или, по меньшей мере, ее уже не пробивала. Этот факт позволил Хельду сделать следующий вывод: Происходящий при взрыве или ударе по броне «контрвзрыв» (нем. Gegenexplosion), способен, если держать его под контролем, оказать положительный эффект и тем самым противодействовать пробитию брони.
Однако эта версия оспаривается представителями двух независимых ветвей разработчиков динамической защиты на постсоветском пространстве — специалистами Харьковского завода имени Малышева и московского НИИ стали, в обоих случаях опирающимися на архивные данные по конструкторской документации, так и по составу исполнителей работ по динамической защите конца 1960-х годов. Следует ясно понимать, что при разработке вооружений, защищённых грифом секретности, чудесных совпадений, наподобие эмигрировавшего в Израиль соисполнителя работ Г. А. Блейзера и случайно появившейся в Израиле ДЗ марки «Блэйзер», не бывает.
В 1970 году Хельд получил патент на динамическую защиту (англ. explosive reaction armor, ERA), для использования в качестве дополнительной защиты танка. Обстоятельства появления у Хельда замысла создания «реактивной» брони и непрофильный характер его опытов/исследований дали основания ряду авторов назвать изобретение Хельдом динамической защиты случайным в отличие от НИОКР, проводившихся в СССР десятилетиями (1960—1970-е годы).
Не добившись успеха в убеждении военного руководства Германии и других стран-участниц NATO принять его разработки, М. Хельд в 1974 году вернулся в Израиль, где только что закончилась очередная Арабо-Израильская война 1973 года (Война Судного дня).

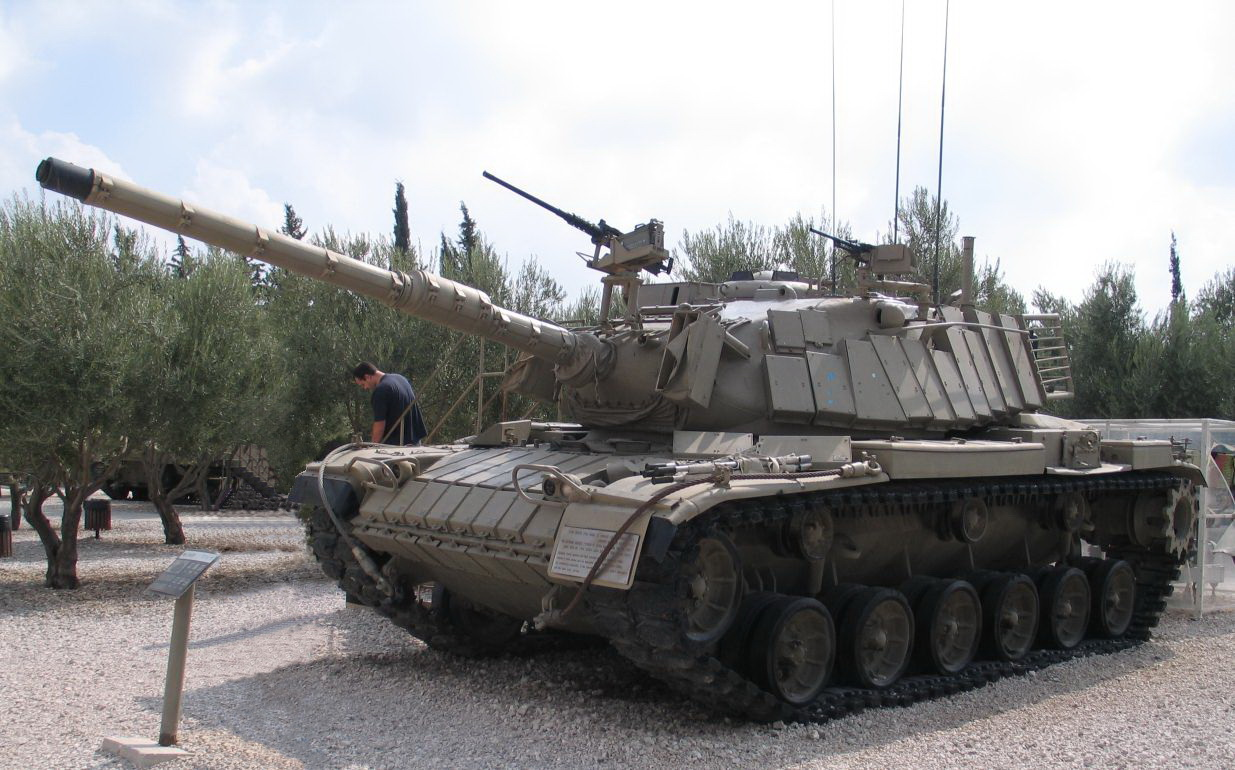
Израильский танк M60A1 с установленной динамической защитой «Блэйзер»

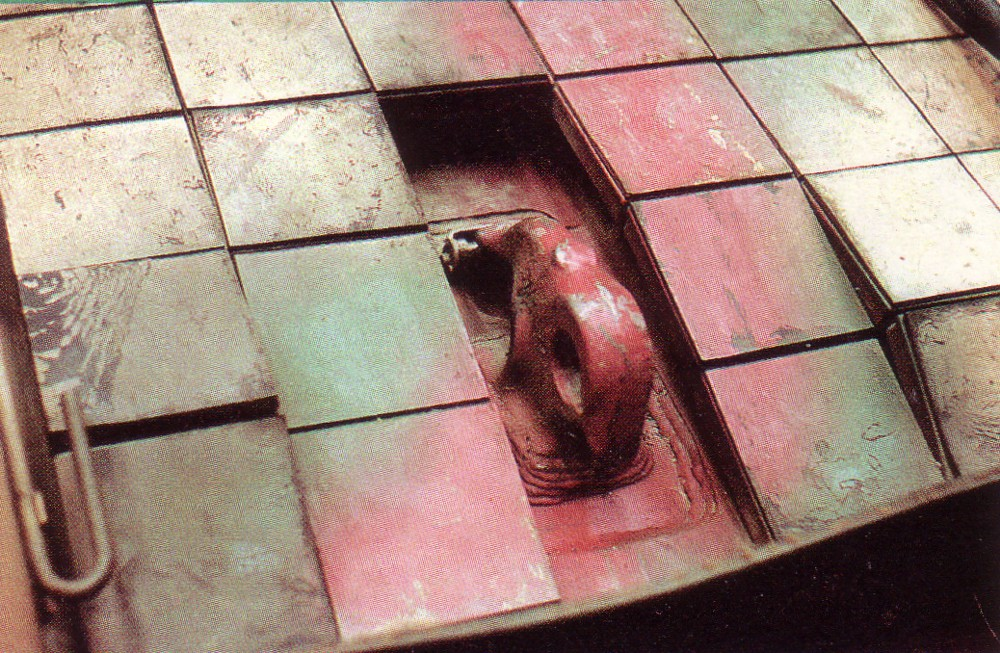
Элементы динамической защиты на ВЛД польского танка PT-91 Twardy

В 1974 году Хельд представил своё изобретение представителям Армии обороны Израиля, в ходе демонстрации была продемонстрирована эффективность защитного действия динамической защиты. Результатом демонстрации Хельдом своего изобретения явилось поручение правительства Израиля оружейной компании Rafael начать подготовку динамической защиты ERA для серийного производства.
Компания Rafael (Rafael Armament Development Authority) наладила изготовление модулей навесной динамической защиты Blazer add-on ERA, адаптировав их к конкретным машинам, и в дальнейшем продвигала продукт по всему миру совместно с Israel Military Industries.
Впервые динамическая защита «Блэйзер» была установлена на танках Израиля: Centurion, M-60 и M-48 во время Ливанской войны 1982 года. Партия американских танков М-48 и М-60 была передана Израилю из Германии. В Израиле их оснастили комплектами динамической защиты ERA «Блэйзер», что фактически позволило «снять» поражающее действие ПТРК «Малютка» при всех направлениях подхода и кумулятивной гранаты ПГ-7/РПГ-7. Успешное применение ДЗ «Блэйзер» явилось мощным стимулом к разработкам и опробованию аналогичных средств защиты по всему миру.

## Противокумулятивная динамическая защита
Навесная динамическая защита предназначена для снижения эффективности только кумулятивных снарядов.
Принцип действия такой защиты (на примере устройств с плоским ЭДЗ) основан на том, что при прохождении кумулятивной струи через ЭДЗ металлические пластины, первоначально примыкавшие к слою взрывчатого вещества, в результате детонации начинают двигаться на встречу струе, пересекая её траекторию. Из-за этого происходит пробитие струёй вновь подставляемых участков движущихся пластин. Одновременно струя подвергается динамическому воздействию продуктов взрыва, а также на неё оказывает влияние боковой импульс от соударения с пластинами.
Как итог: первоначально прямолинейная кумулятивная струя приобретает зигзагообразную форму, происходят её неравномерные растяжения и разрыв на отдельные части, что со временем приводит к полному распаду части струи подвергшейся воздействию ЭДЗ и вызывает существенное снижение её бронепробиваемости — на 50—80 %.

## Универсальная динамическая защита
Встроенная динамическая защита является более универсальной и действует против всех типов противотанковых снарядов. То есть обеспечивает защиту как от кумулятивных снарядов, так и от бронебойных подкалиберных снарядов (БПС).
Испытания показали, что традиционная навесная ДЗ или не срабатывает, или практически не снижает бронепробиваемость БПС. Однако ситуация резко менялась, если элементы динамической защиты (ЭДЗ) прикрывались толстыми пластинами (толщиной 15—20 мм) из стали высокой твёрдости. Такая защита показывала уменьшение бронепробиваемости как кумулятивных, так и подкалиберных снарядов.
Принцип действия универсальной ДЗ заключается в том, что при пробитии БПС лицевого экрана (крышки ДЗ) образуется поток осколков, который вызывает детонацию ЭДЗ. Из-за детонации взрывчатого вещества ЭДЗ происходит движение (метание) экрана (крышки ДЗ), которая воздействует на корпус БПС и способна разрушить его. Это существенно ухудшает условия проникания БПС в основную бронепреграду и приводит к снижению его бронепробивной способности.
Также на Украине была разработана ДЗ другого действия «Нож» и модификация «Дуплет». Их принцип действия основан на разрезании снаряда/кумулятивной струи так называемыми «кумулятивными ножами». Подобный принцип в своё время пытались реализовать в СССР.
Несмотря на некоторые преимущества данного метода перед классической ДЗ, данный метод подвергается большой критике, в первую очередь из за большого количества ВВ.

## Поколения динамической защиты

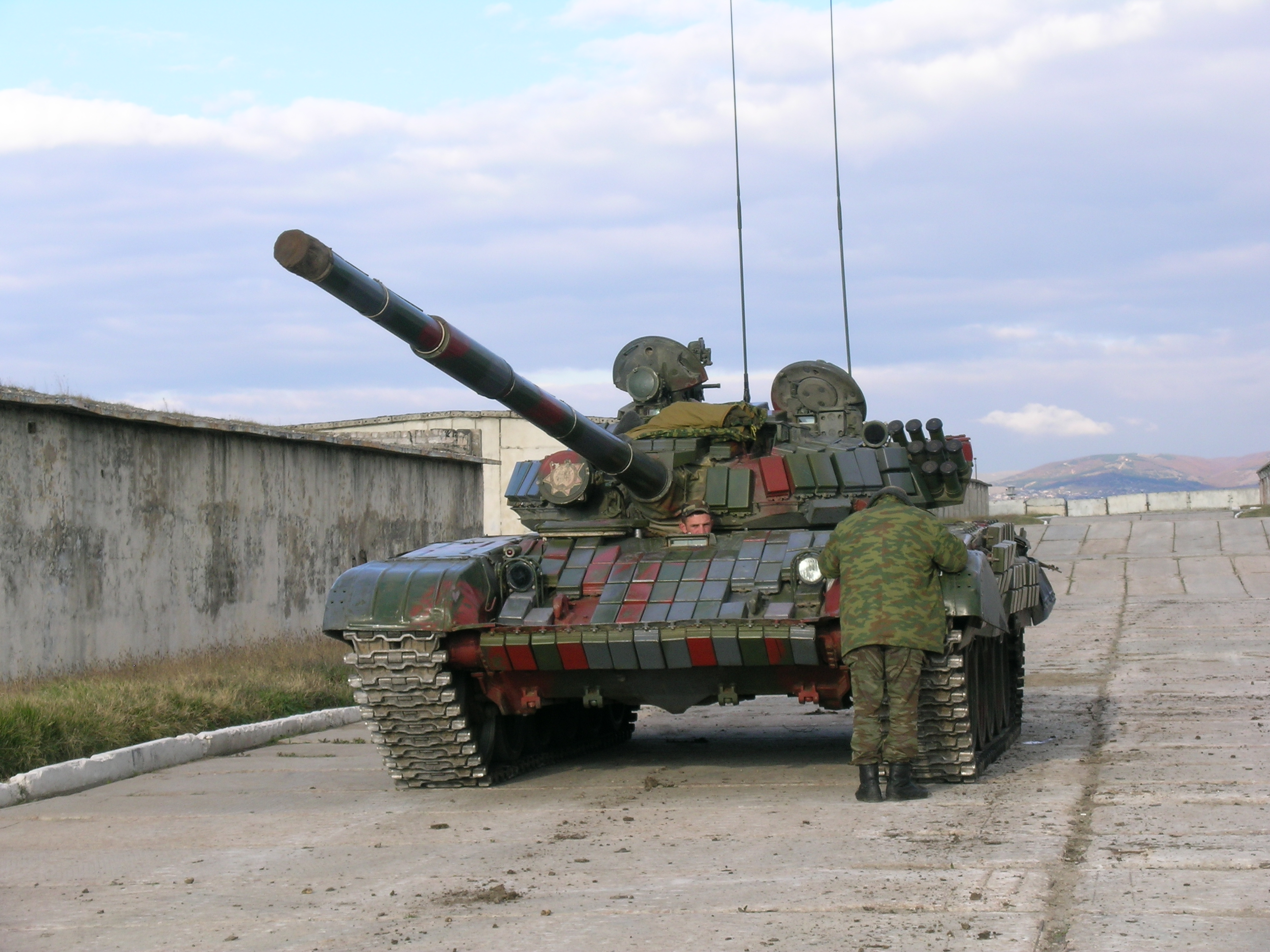
Основной боевой танк Т-72 в Грузии. На корпусе и башне видны элементы динамической защиты

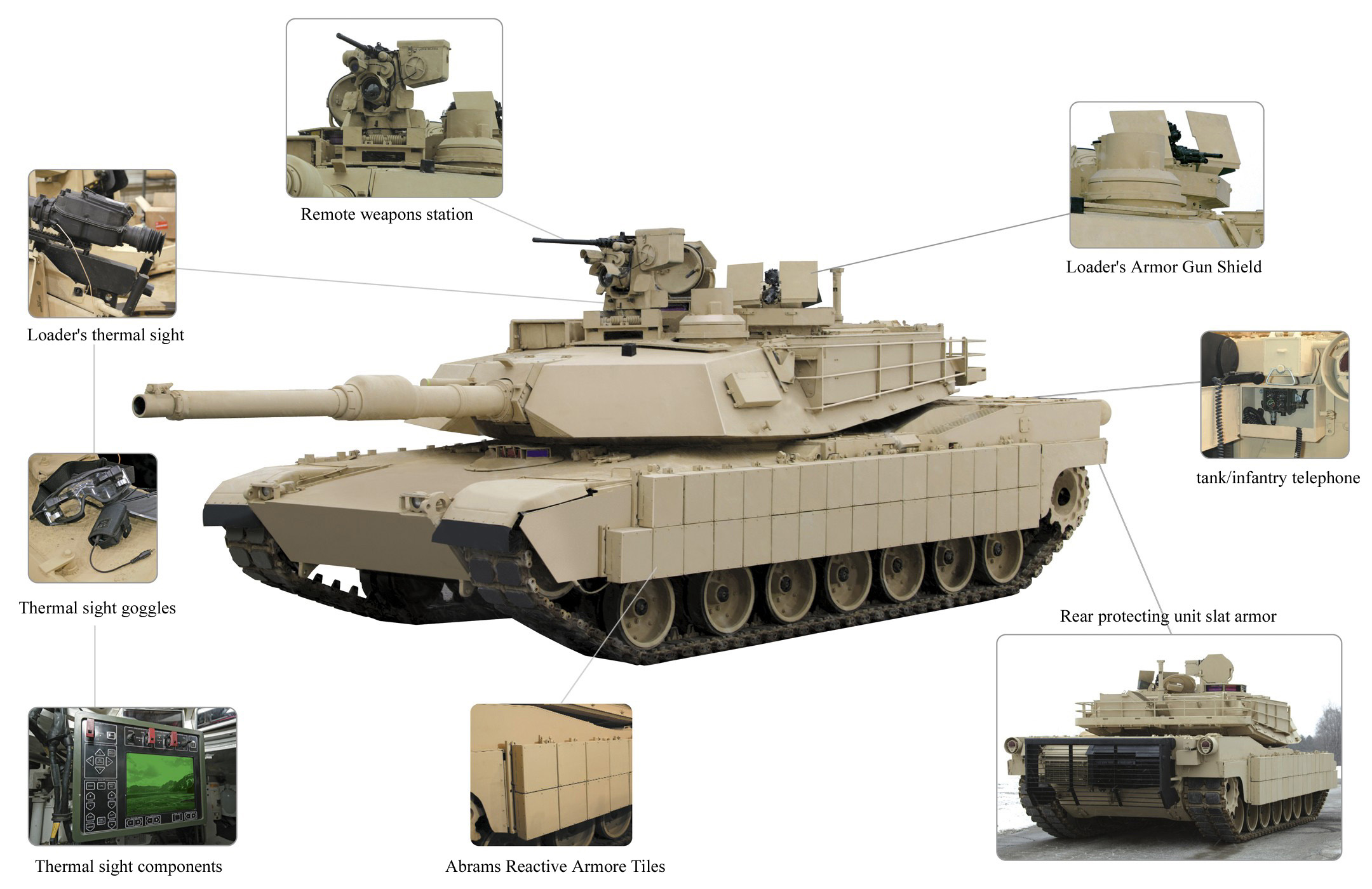
M1A2 с комплектом TUSK (Tank Urban Survival Kit) для повышения выживаемости в городской среде, 2005. Блоки ДЗ установлены по бортам бронекорпуса

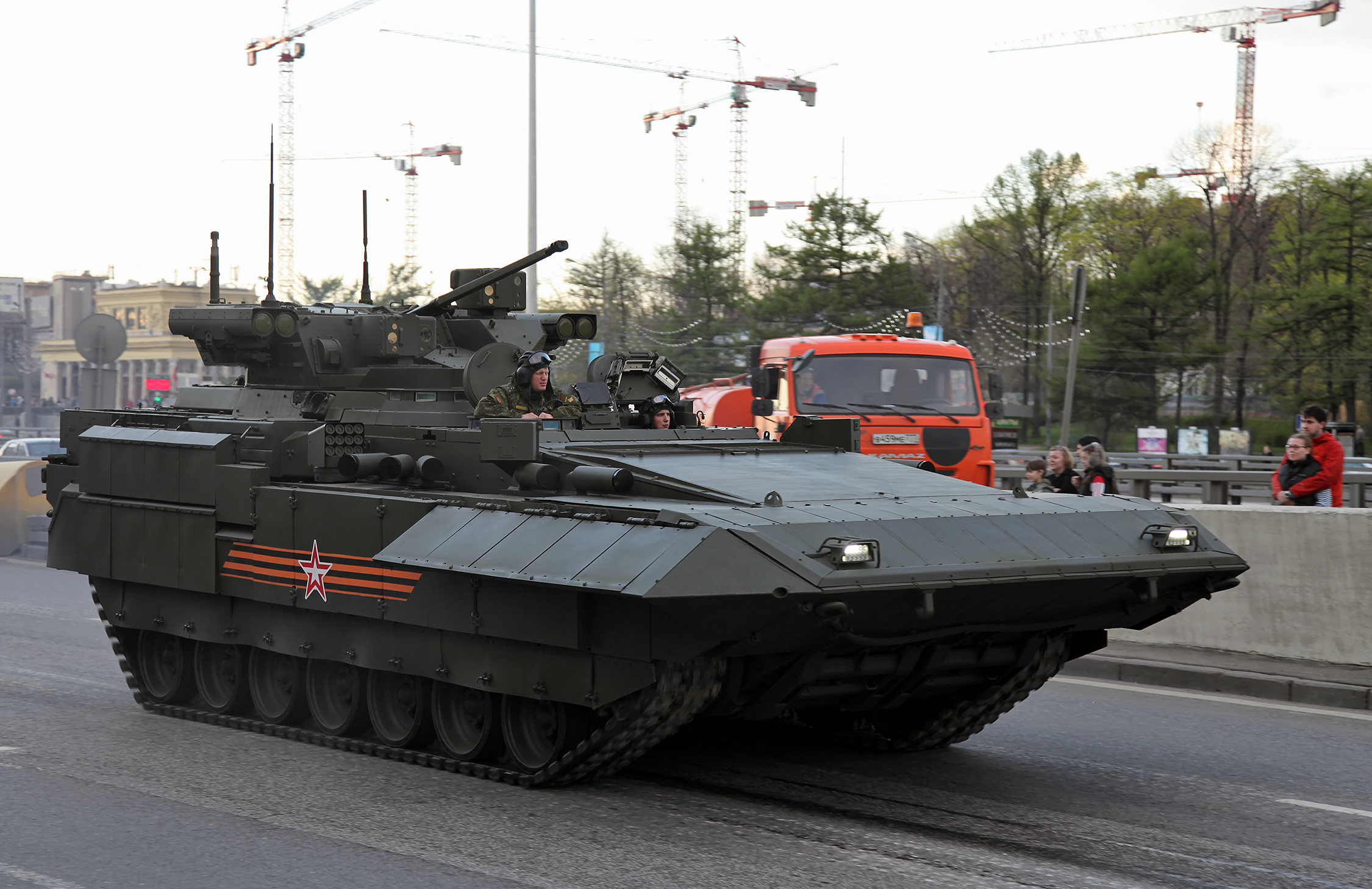
Блоки ДЗ в передней части корпуса тяжёлой БМП Т-15

### Первое поколение
Динамическая защита первого поколения (например, советская «Контакт-1» и израильская «Блэйзер») конструктивно выполнялась в виде съёмных контейнеров, размещаемых снаружи корпуса и башни танка. Обеспечивала защиту танка по большей части только от кумулятивных снарядов. Тактико-техническими требованиями защита от бронебойных снарядов кинетического действия не предусматривалась. Отличалась простотой конструкции и доступностью используемых материалов. В качестве разрывного заряда использовалось пластическое ВВ Semtex (Израиль) на основе гексогена. Конструкция навесной ДЗ «Блэйзер», установленной на танке М-48АЗ, детально рассмотрена в работе, см.
По данным испытаний 1982 года, в результате установки комплекса динамической защиты (КДЗ) «Контакт» на основных танках СССР вероятность поражения танков наземными кумулятивными средствами поражения уменьшилась: для Т-55А и Т-62 — в 4—4,3 раза, для Т-80Б, Т-72А и Т-64Б — в 1,8—2 раза.

### Второе поколение
Динамическая защита второго поколения, появившаяся во второй половине 1980-х годов, стала эффективной и против кинетических боеприпасов — снарядов типов БПС и БОПС, при равной массе значительно превосходя по уровню защиты комбинированную пассивную броню. Из комплексов второго поколения наиболее известен советский «Контакт-5», использующий ЭДЗ 4С22-4C23.

### Третье поколение
Динамическая защита третьего поколения представлена российским «Реликтом», украинскими Ножом и Дуплетом, а также рядом иностранных образцов. Современные варианты динамической защиты обеспечивают защиту от бронебойных оперённых подкалиберных снарядов (БОПС) и кумулятивных боеприпасов.

### Четвертое поколение
Динамическая защита четвертого поколения представлена российским «Малахитом».

### Комментарии
1. ↑  Когда А. Х. Бабаджаняну представили опытные образцы ДЗ, он сказал, что пока жив, на броне танка ни грамма взрывчатого вещества не будет. Также основной контраргумент высокопоставленных военных звучал так: «А если солдат кованным сапогом по вашим коробочкам?» Убедить их смогло только успешное применение вооружёнными силами Израиля аналогичной брони на танках М48 и М60 в ходе арабо-израильской войны в Ливане в 1982 году.